# Eddie van Boxtel
Eddie van Boxtel (Amsterdam, 14 augustus 1973) is een voormalig voetballer met zowel de Nederlandse als de Ierse nationaliteit. Zijn positie in het veld was doelman.
Van Boxtel groeide op in Ballymun, een buitenwijk van Dublin. Hij speelde in de jeugd bij Home Farm FC, waarmee in 1988 als eerste Ierse club de Milk Cup gewonnen werd, en Leeds United FC. Van Boxtel debuteerde in 1992 bij Dundalk FC waarmee hij in 1995 de League of Ireland won. In het seizoen 1996/97 speelde hij voor Galway United en in 1997/98 voor Drogheda United. Na twee seizoenen bij Monaghan United gespeeld te hebben, ging hij naar Bray Wanderers waar hij zijn loopbaan in 2002 besloot. Hij speelde nog op amateurniveau voor O'Devaney FC en Sandyhill Celtic. Van Boxtel speelde ook in de Ierse jeugdelftallen.
In 2008 moest hij voor de rechtbank verschijnen nadat hij met drie anderen gearresteerd was in verband met een partij cannabis ter waarde van tien miljoen euro die aangetroffen was in County Kildare. Van Boxtel kwam niet opdagen en was sindsdien voortvluchtig. Op 1 maart 2014 werd hij alsnog gearresteerd. In januari 2015 werd hij veroordeeld tot een gevangenisstraf van zeven-en-een-half jaar.